# Echter Beinwell
Der Echte Beinwell (Symphytum officinale), auch Gemeiner Beinwell, Beinwell, Arznei-Beinwell, Beinwurz, Bienenkraut, Hasenlaub, Milchwurz, Schadheilwurzel, Schmalwurz, Schwarzwurz, Wallwurz, Komfrei oder Wundallheil genannt, ist eine Pflanzenart, die zur Gattung Beinwell (Symphytum) in der Familie der Raublattgewächse (Boraginaceae) gehört. Sie wird als Heilpflanze verwendet und angebaut.

## Beschreibung

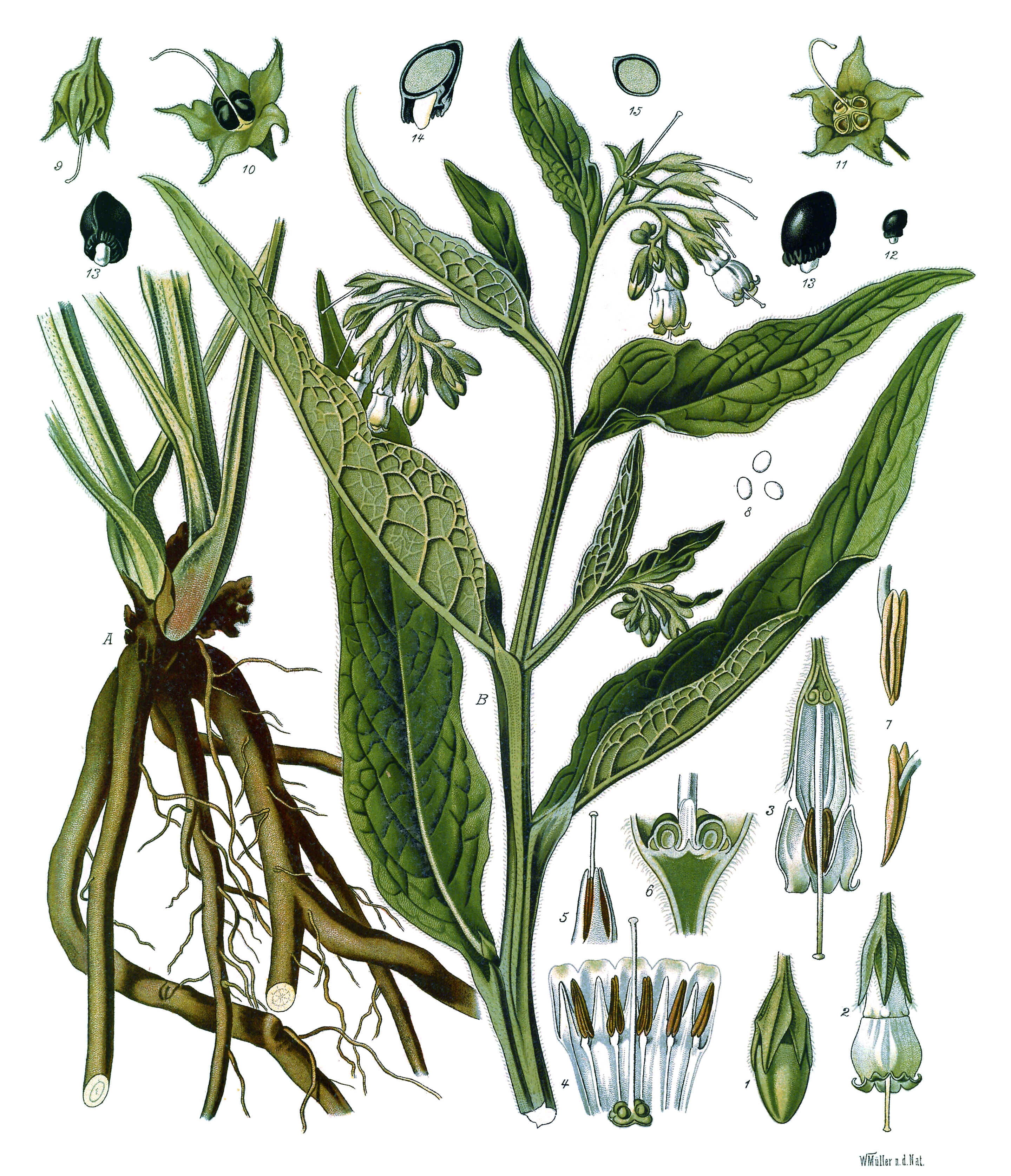
Illustration

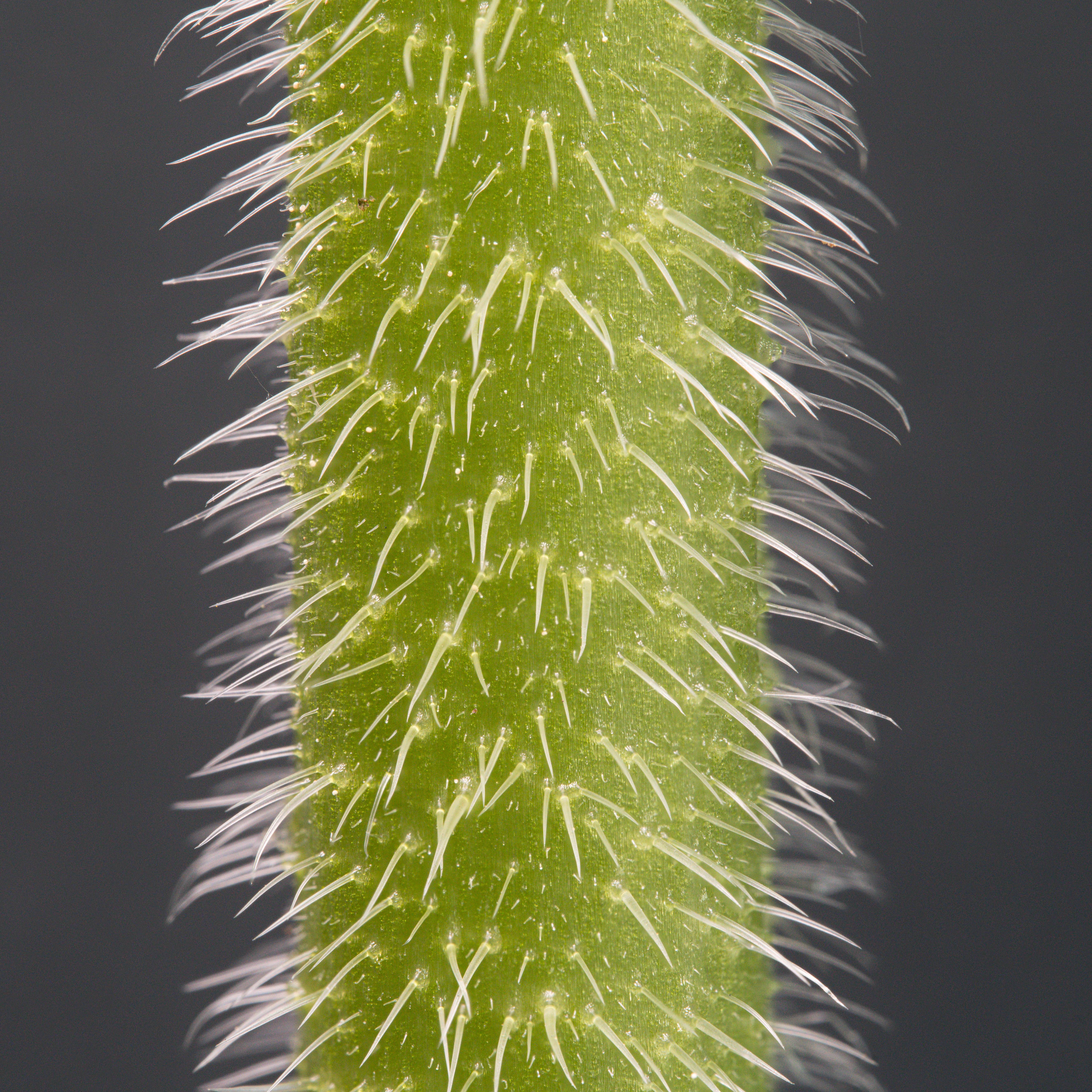
Stiel mit Borsten

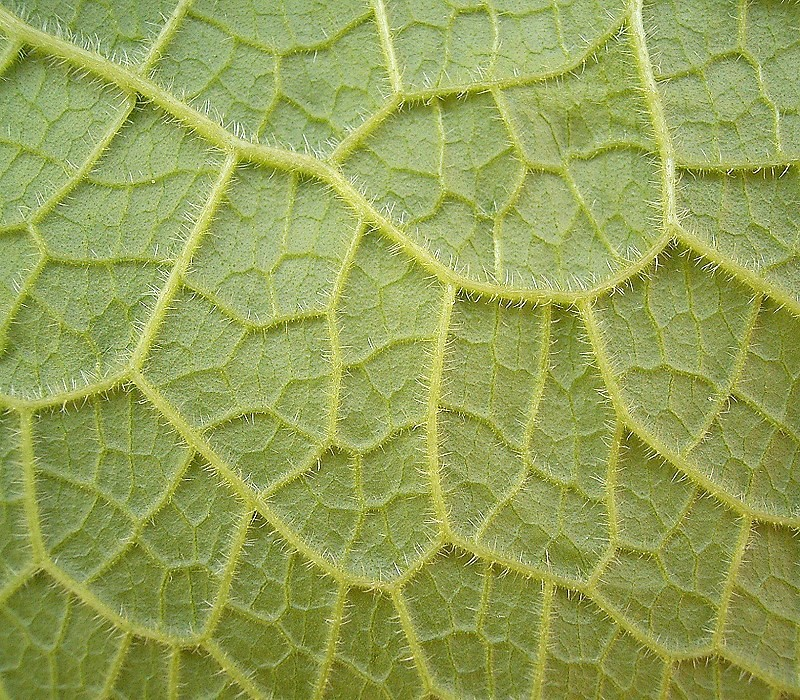
Behaarte Blattunterseite

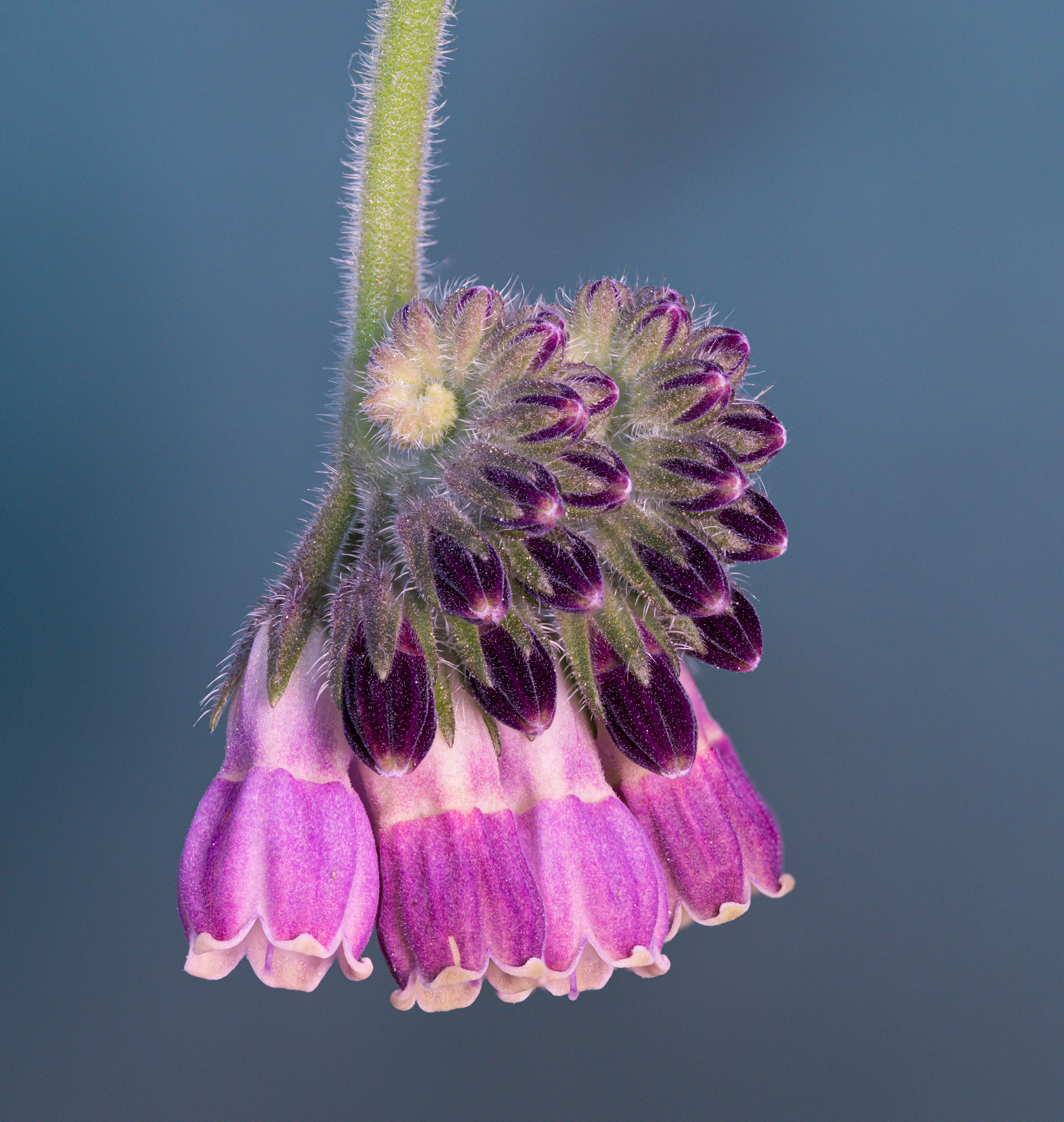
Blütenstand mit violetten bis purpurfarbenen Blüten

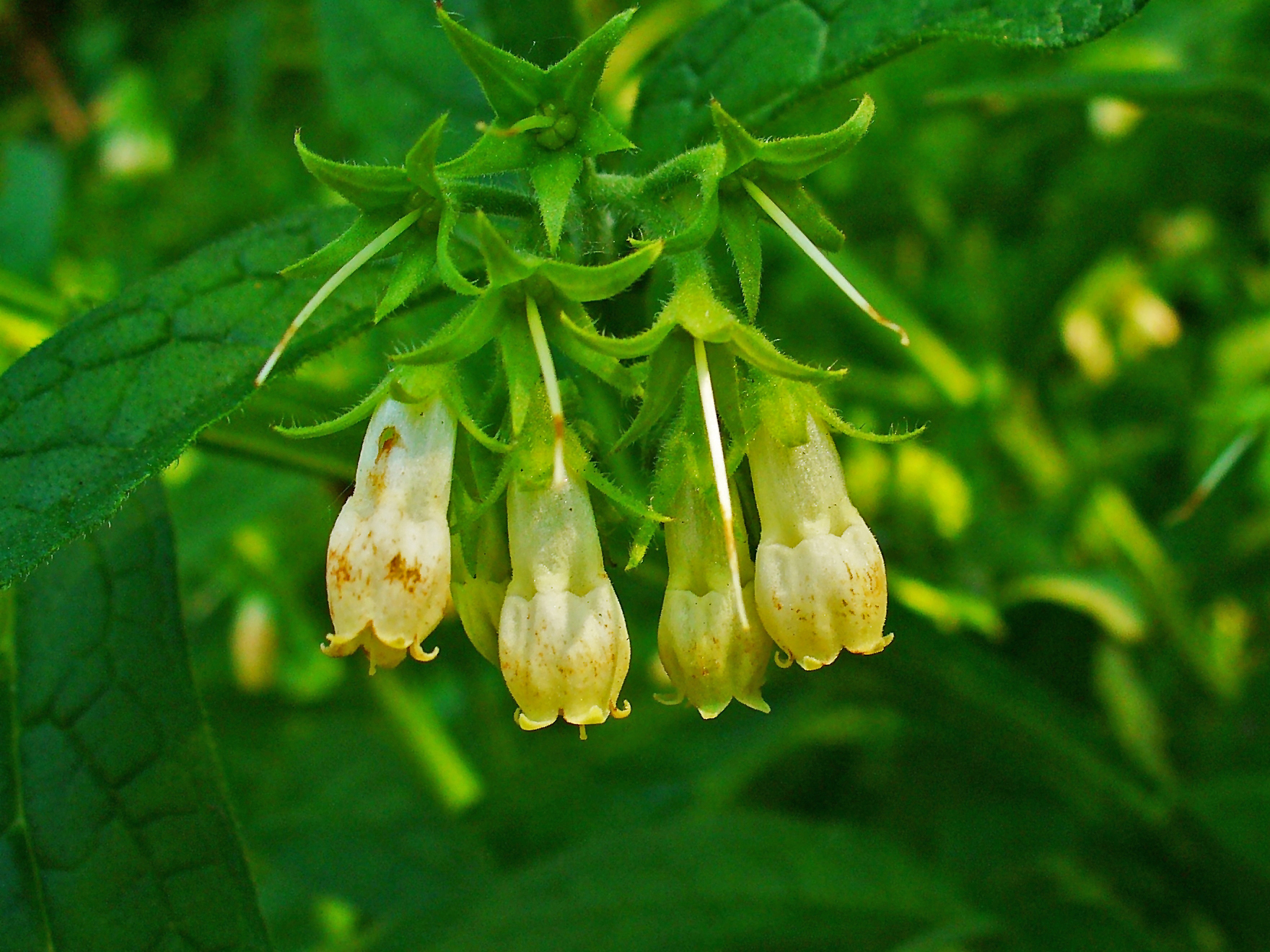
Blütenstand mit gelblichweißen Blüten

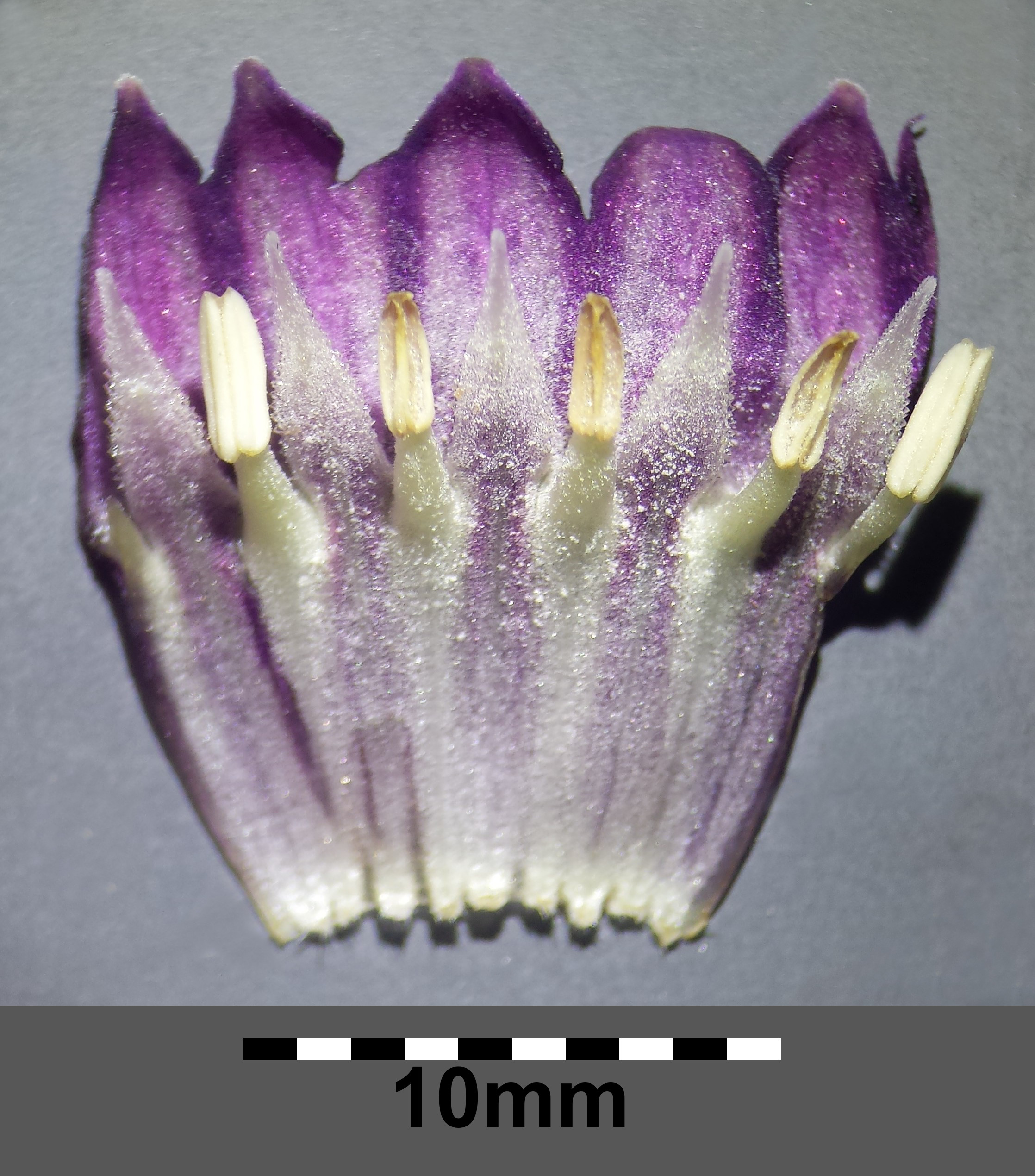
Blüte aufgeschnitten

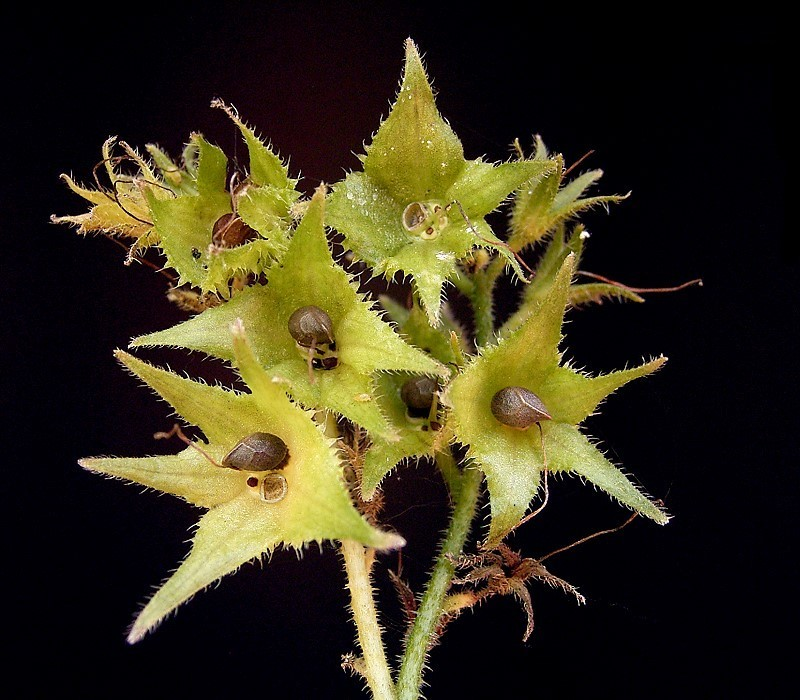
Einzelne Klausen bei Reife

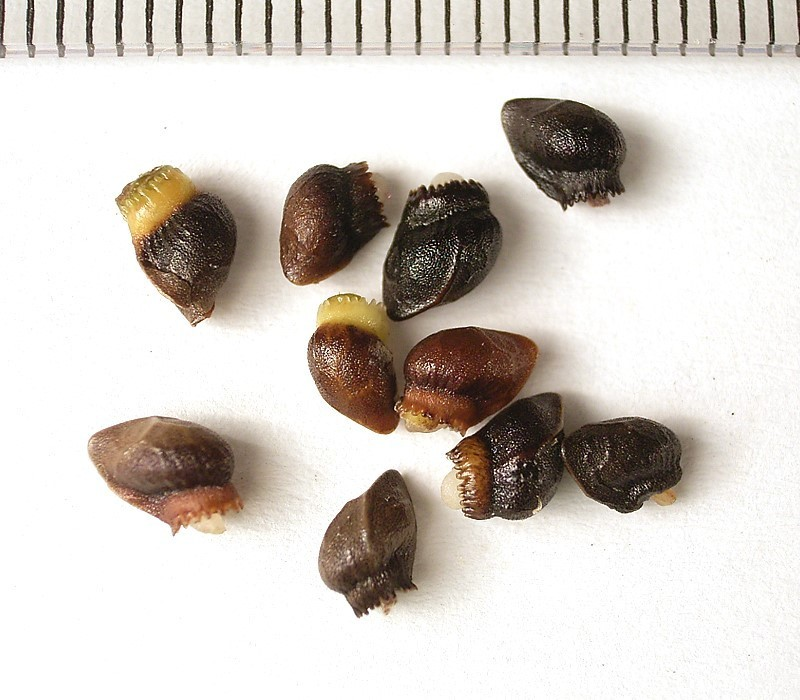
Klausen mit Elaiosom

### Erscheinungsbild, „Wurzelstock“ und Laubblätter
Der Echte Beinwell wächst als sommergrüne, ausdauernde krautige Pflanze und erreicht Wuchshöhen von meist 30 bis 60 Zentimetern, selten bis zu 1 Meter. Oft stehen mehrere Pflanzenexemplare zusammen. Der „Wurzelstock“ besteht aus gedrungenen, purpur-braunen Hauptwurzeln, die bis 30 Zentimeter lang werden. Stängel und Laubblätter sind steif, borstig behaart oder bei der Unterart Sumpf-Beinwell (Symphytum officinale subsp. uliginosum) fast kahl. Der aufrechte bis aufsteigende, verzweigte Stängel besitzt lange, ziemlich gerade abstehende, weiße, borstige Haare (Trichome).
Die großen, einfachen Laubblätter sind im unteren Stängelbereich wechselständig angeordnet, im oberen Teil der Pflanze eventuell gegenständig. Der Blattgrund läuft je nach Unterart mehr oder weniger deutlich mit 2 bis 3 Millimeter breiten Flügeln am Stängel herab. Die untersten 30 bis 60 Zentimeter langen und 10 bis 20 Zentimeter breiten Laubblätter sind lang gestielt und besitzen eine zungenförmig-lanzettliche bis eiförmige Blattspreite mit spitzzulaufendem oberem Ende. Die mittleren und oberen Laubblätter sind sitzend und besitzen eine etwas kleinere Blattspreite, die mit einer Länge von bis zu 25 Zentimeter ei- bis lanzettförmig ist.

### Blütenstand, Blüte und Frucht
Die Blütezeit reicht je nach Standort von Mai bis September oder Oktober. Viele Blüten stehen in beblätterten, reichblütigen Doppelwickeln zusammen. Die 2 bis 6 Millimeter langen Blütenstiele sind nickend.
Die zwittrigen Blüten sind radiärsymmetrisch und fünfzählig mit doppelter Blütenhülle. Die fünf etwa bis zu 7 Millimeter langen Kelchblätter sind bis zu einem Viertel ihrer Länge verwachsen und die Kelchzipfel sind lanzettlich mit zugespitztem oberen Ende. Die meist hell-purpurfarbenen, schmutzig rotvioletten, violetten, aber auch gelblich-weißen, meist 1,4 bis 1,5 (1 bis 2) Zentimeter langen Kronblätter sind verwachsen und enden in dreieckigen Kronlappen mit zurückgebogenen Spitzen. Die Krone besitzt mit einer Länge von etwa 4 mm relativ lange Schlundschuppen. Es ist nur ein Kreis mit fünf Staubblättern vorhanden; sie sind mit der Kronröhre verwachsen und überragen die Krone nicht. Die 3 Millimeter langen Staubfäden sind im unteren Bereich fast so breit wie die etwa 3,5 Millimeter langen Staubbeutel. Der Fruchtknoten der meisten Blüten ist steril.
Selten werden Klausenfrüchte gebildet; diese zerfallen in glatte, glänzende, schwarze Teilfrüchte (Klausen), die bei einer Länge von 3 bis 4 Millimeter schief eiförmig sind.

### Chromosomenzahl
Die Chromosomenzahl beträgt 2n = 24, 26, 36, 40, 48 oder 54.

### Artabgrenzung
Im Unterschied zur Hybride mit dem Rauen Beinwell, dem Futter-Beinwell, sind die Blätter im Allgemeinen herablaufend am Stängel angewachsen, die Internodien geflügelt und die Oberflächen der Samen glänzend schwarz statt fein gekörnt und mattbraun.

## Ökologie
Der Echte Beinwell ist eine ausdauernde Halbrosettenpflanze. Das rübenförmige Rhizom enthält als Reservestoff u. a. Inulin. Der Echte Beinwell wurzelt bis 1,8 Meter tief. Eine Vegetative Vermehrung erfolgt durch Verzweigung des Rhizoms und durch abgetrennte Teile.
Die Blüten sind homogame „Glockenblumen mit Streueinrichtung“. Schlundschuppen verschließen den Streukegel, so dass der Nektar nur für langrüsselige Bienen-Arten, beispielsweise Hummeln, mit einer Rüssellänge über 11 Millimetern zugänglich ist. Die Besucher klammern sich am mit auffälligen Papillen ausgestatteten Rand der Krone fest und bringen ihren Rüssel an die am Austritt des Griffels verbleibende Öffnung. Dabei rieselt der mehlige Pollen auf sie herab. Kurzrüsselige Arten, wie beispielsweise Erdhummeln, stechen die Kronröhre seitlich an, um an den Nektar zu gelangen. Auch spontane Selbstbestäubung scheint möglich zu sein.
Im nach der Anthese vergrößerten, mehr oder weniger hängenden Kelch entwickeln sich ein bis zwei, selten bis zu vier schwarz glänzende Klausen, die an ihrem Grund ein Elaiosom tragen und später halb hohl sind. Es erfolgt Schwerkraftausbreitung durch herausfallende Klausen, Ameisenausbreitung und Schwimmausbreitung durch eine Luftblase in der Klausenhöhlung. Die Ameisen, die zur Ausbreitung beitragen, sind besonders Formica-Arten, im Süden ist es auch Messor barbarus.

## Vorkommen
Das weite Verbreitungsgebiet des Echten Beinwell in Eurasien reicht in West-Ost-Richtung von Spanien bis ins westliche Sibirien sowie China und in Nord-Süd-Richtung vom Vereinigten Königreich bis Italien sowie Rumänien. In Südeuropa ist der Echte Beinwell eher selten und im Norden oft nur eingebürgert vertreten. Er ist in allen Bundesländern Österreichs anzutreffen.
Der Echte Beinwell zeigt stickstoffhaltige Böden an. Als Standort werden sonnige bis halbschattige, feuchte, nährstoffreiche und tiefgründige Böden, besonders Lehmböden, Gräben oder feuchte Wegränder bevorzugt, sowie feuchte Wiesen, Ufer, Auenwälder und Moorwiesen meist bis in Höhenlagen von 1000 Metern. Er gedeiht in Gesellschaften der Ordnung Molinietalia, kommt aber auch in feuchten Arrhenthereten und in Gesellschaften der Verbände Senecion fluviatilis, Aegopodion oder Alno-Ulmion vor.
Die ökologischen Zeigerwerte nach Landolt et al. 2010 sind in der Schweiz: Feuchtezahl F = 3+w+ (feucht aber stark wechselnd), Lichtzahl L = 3 (halbschattig), Reaktionszahl R = 3 (schwach sauer bis neutral), Temperaturzahl T = 3+ (unter-montan und ober-kollin), Nährstoffzahl N = 4 (nährstoffreich), Kontinentalitätszahl K = 2 (subozeanisch).

## Systematik

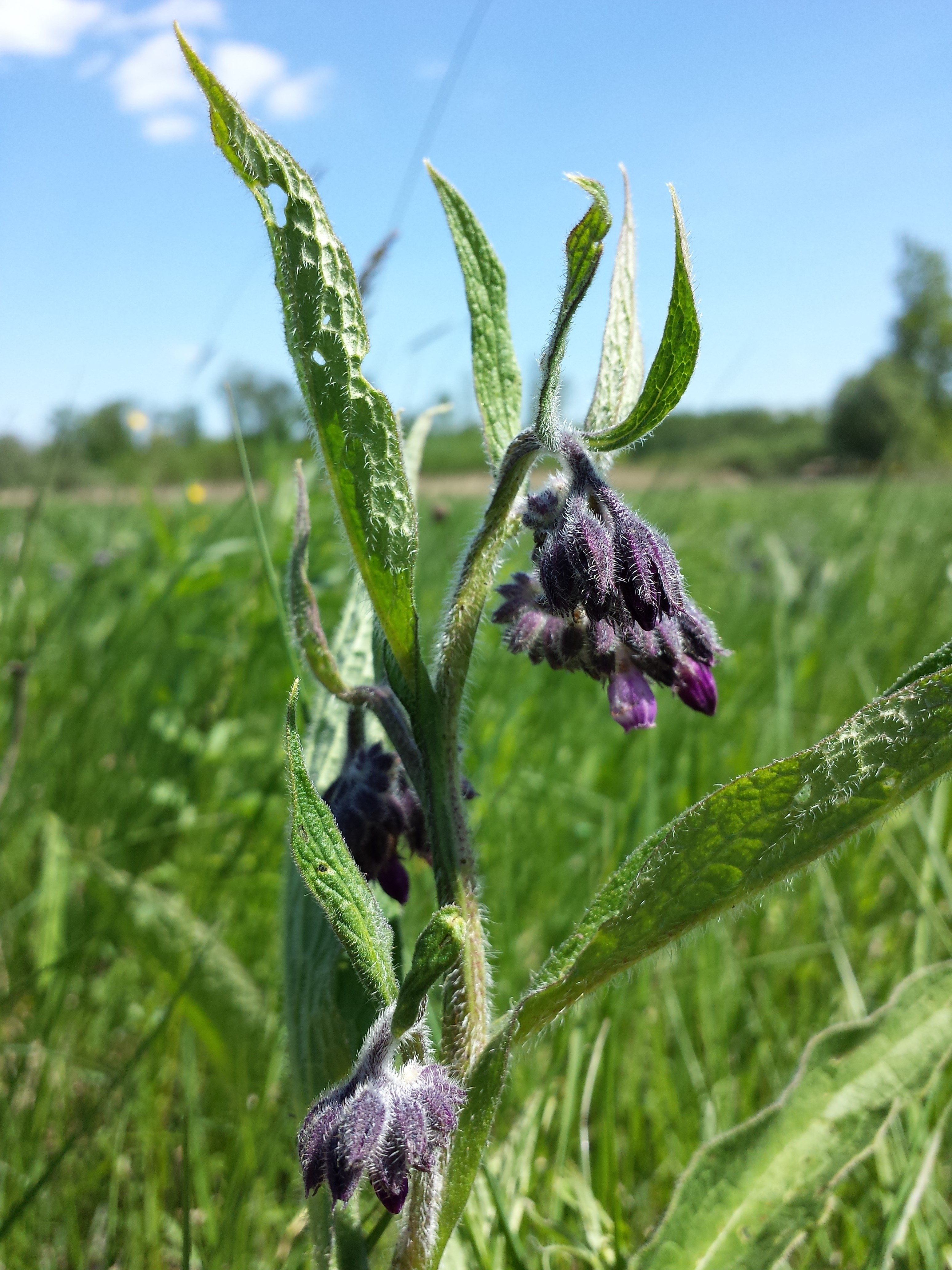
Sumpf-Beinwell (Symphytum officinale subsp. uliginosum)

Die Erstveröffentlichung von Symphytum officinale erfolgte 1753 durch Carl von Linné in Species Plantarum, Tomus I, S. 136.
Von Symphytum officinale L. (Syn.: Symphytum bohemicum F.W.Schmidt, Symphytum officinale subsp. bohemicum (F.W.Schmidt) Čelak.) gibt es mindestens zwei Unterarten:
- Symphytum officinale L. subsp. officinale: Sie kommt von Europa bis zum Kaukasus und bis Sibirien vor.[7] In den Allgäuer Alpen steigt sie bis zu einer Höhenlage von 1100 Metern auf.[11] Im Inntal steigt sie bis 1350 Meter, im Prättigau bis 1460 Meter und wird im Schnalstal in Bauerngärten bis in 2000 Meter Meereshöhe angebaut.[3]
- Sumpf-Beinwell (Symphytum officinale subsp. uliginosum (A.Kern.) Nyman, Syn.: Symphytum uliginosum A.Kern., Symphytum tanaicense Steven):[8] Das Verbreitungsgebiet umfasst Österreich.[8] Ungarn, Ukraine und Rumänien. Die Stängel und Blätter sind fast kahl. Der Blattgrund läuft nur wenig am Stängel herab.[4] Die Chromosomenzahl beträgt 2n = 40.[6]

Es gibt eine Reihe von Hybriden und auch Mehrfachhybriden mit anderen Beinwellarten, beispielsweise:
mit Symphytum asperumFutter-Beinwell (Symphytum ×uplandicum Nyman, Syn.: Symphytum peregrinum auct.)
mit S. asperum und Symphytum grandiflorumSymphytum × hidcotense P. D. Sell,
mit Symphytum tuberosumSymphytum × wettsteinii Sennholz,
mit Symphytum cordatumSymphytum × ullepitschii Wettst.,
mit Symphytum orientaleSymphytum × ferrariense C. Massal.,
mit Symphytum caucasicumSymphytum × mosquense S. R. Majorov & D. D. Sokoloff.

## Inhaltsstoffe
Zu den Inhaltsstoffen zählen als wichtiger Inhaltsstoff das Allantoin, sowie Schleim- und Gerbstoffe, Asparagin, Alkaloide, ätherisches Öl, Flavonoide, Harz und Kieselsäure, Pyrrolizidinalkaloide.

## Nutzung

### Verwendung in der Küche
Die frischen Beinwellblätter weisen einen sehr hohen Proteinanteil auf; diese Proteine sind biologisch sehr hochwertig und in ihrem Nährwert durchaus mit tierischem Eiweiß vergleichbar. Die Alkaloide sind im Tierversuch zwar als krebserregend nachgewiesen worden; bei gelegentlichem Verzehr in angemessenen Mengen besteht allerdings kein erhöhtes Risiko, wie Untersuchungen an Menschen und Tieren ergeben haben.
In der Mittelschweiz bäckt man die Blätter in Teig. Die rauen Blätter des Beinwells eignen sich besonders gut dafür. Seine großen Blätter können auch zum Einwickeln benutzt werden.
Ältere Pflanzenteile hat man früher in Teilen Österreichs dem Tabak beigemischt.

### Verwendung in der Pflanzenheilkunde
In der Pflanzenheilkunde werden die getrockneten Wurzeln (Symphyti radix, speziell Radix consolidae), aber auch das Kraut (Symphyti herba) sowie die Blätter (Symphyti folium) des Beinwells eingesetzt. Sie enthalten Schleimstoffe, Allantoin, Gerbstoffe, Rosmarinsäure, Cholin sowie, abhängig von Anbaugebiet und Sorte, Spuren von Pyrrolizidinalkaloiden. Aus der Wurzel, deren Parenchym Schleim enthält, wurde wie bei Paracelsus erwähnt das Präparat Mucilago consolidae regalis (von Consolida regalis, laut Zekert die Art Gewöhnlicher Feldrittersporn) gewonnen.
Bereits seit der Antike wurde Beinwell zur Behandlung von Wunden, wobei eine Förderung der Wundgranulation zu erwarten war, und sogar bei Knochenbrüchen eingesetzt und trug deshalb auch die lateinische Bezeichnung Consolida (zu consolidare: festmachen, zuwachsen; als Lehnübersetzung von griechisch symphyestai bzw. Consolida major.
Als Arzneipflanze ist Beinwell heute äußerlich bei schmerzhaften Muskel- und Gelenkbeschwerden, Prellungen, Zerrungen, Verstauchungen sowie zur lokalen Durchblutungsförderung zugelassen.
Bei äußerlicher Anwendung werden die schädlichen Alkaloide kaum resorbiert, so dass im Allgemeinen unter diesen Bedingungen eine Anwendung von vier bis sechs Wochen im Jahr erfolgen kann. Die innerliche Anwendung hat man wegen des Gehalts an leberschädigenden und möglicherweise auch krebserregenden Pyrrolizidinalkaloiden aufgegeben. Dokumentierte Fälle von Lebervenenverschluss nach der Einnahme von Beinwellprodukten liegen u. a. aus den USA, dem Vereinigten Königreich und Deutschland vor.
Bei Fertigarzneimitteln spielen heute Hybriden wie Symphytum ×uplandicum Nyman Sorte ‘Harras’ eine Rolle, die weitgehend frei von schädlichen Alkaloiden sind.

### Kultivierung
Für die meisten Zwecke wird in der Regel auf die wirtschaftlich bedeutendere Hybride mit dem höheren Rauen Beinwell, den Futter-Beinwell, zurückgegriffen, welche durch den Heterosis-Effekt ertragreicher ist.
Der Echte Beinwell kann zur Kultivierung vegetativ vermehrt werden. Als Lebensdauer eines Pflanzenexemplares werden ungefähr 20 Jahre angegeben. Echter Beinwell ist sehr anspruchslos und treibt jedes Jahr auch ohne Pflege und bei widriger Behandlung erneut aus. Oft ist es hingegen aufwendig, Echten Beinwell wieder zu entfernen. Er wird dazu mit möglichst viel Wurzeln (50 cm und mehr) ausgegraben. Ist der Boden dazu warm und trocken, sterben die restlichen Wurzelteile leichter ab. Will man Ausbreitung über die Samen verhindern, kann man die Pflanzenteile vor der Samenreife abschneiden. Interessant ist dazu alternativ auch der Einsatz von Futter-Beinwell, da er als Hybride wesentlich weniger keimfähige Samen produziert und weitgehend auf vegetative Ausbreitung beschränkt ist.
Beinwell wächst schnell; vier Ernten im Jahr bei 60 Zentimetern Höhe sind nicht ungewöhnlich. Er gedeiht besonders gut in stickstoffhaltigem, z. B. in gedüngten oder gemulchten Böden. Neben den genannten medizinischen Wirkstoffen enthält Beinwell auch reichlich Stickstoff, das C/N-Verhältnis ist 10:1. Daneben haben alle Pflanzenteile einen hohen Kaliumgehalt, für dessen Aufbau die tiefen Wurzeln sorgen. Wegen dieser Eigenschaften ist er gut als Mulchmaterial oder zum Ansetzen von Pflanzenjauche geeignet.
Neben der vegativen Vermehrung können ab Juli auch die kleinen schwarzen Samen geerntet werden. Von März bis Mai können diese dann ausgesät werden. Der Beinwell ist ein Lichtkeimer, wird also nur mit sehr wenig Erde bei der Aussaat bedeckt.
Wenn Beinwell nicht vor der Blüte abgeschnitten wird, bietet er außerdem Hummeln Nahrung.